# Kenneth Schermerhorn
Kenneth Dewitt Schermerhorn (* 20. November 1929 in Schenectady; † 18. April 2005 in Nashville) war ein US-amerikanischer Komponist und Dirigent, dessen Namen vor allem mit der Nashville Symphony verbunden ist.

## Biographie
Schermerhorn spielte schon in seiner Schulzeit Klarinette, Violine und Trompete. Mit 14 Jahren "vergaß" er seine Geburtsurkunde und verschwieg sein richtiges Alter, um in Nachtclubs in Tanzorchestern spielen zu können. Bald darauf gründete er mit vier weiteren jungen Musikern die Blue Moods, wo er als Bandleader, Frontsänger und Trompeter agierte. 
Mit 17 Jahren belegte er einen Studiengang an der New England Conservatory of Music, den er 1950 mit Auszeichnung abschloss. Danach war er als Trompeter Mitglied des Boston Symphony Orchestra, der Kansas City Philharmonic und einigen anderen Orchestern.
1953 musste er seinen Wehrdienst bei der U.S. Army antreten, bei der er in Deutschland als Dirigent erfolgreich seine ersten Erfahrungen beim Orchester der 7. U.S. Army (Seventh Army Symphony Orchestra) machte und die Elizabeth Sprague Coolidge Medal und Harriet Cohen International Music Award für junge Dirigenten verliehen bekam.
Nach seinem Abschied vom Militär studierte und spielte Schermerhorn unter Leonard Bernstein in der Proben- und Konzertstätte Tanglewood im Berkshire County. In Tanglewood gewann er den Serge Koussevitzky Memorial Conducting Award. Über Bernstein sagte er: „Er war mein erster richtiger und sicher mein wichtigster Lehrer in meinem Leben“ (He was my first real and certainly my most important teacher). In späteren Jahren arbeitete Schermerhorn als musikalischer Assistent bei der New York Philharmonic noch einmal mit Bernstein zusammen.
Von 1957 bis 1968 bekleidete Schermerhorn die Position des Musikdirektors am American Ballet Theatre und gleichzeitig, von 1963 bis 1965, am New Jersey Symphony Orchestra. Am American Ballet Theatre war er später noch einmal von 1982 bis 1984 Musikdirektor. Dazwischen, 1977, dirigierte und produzierte er als Gastdirigent mit dem American Ballet Theatre eine Fernsehproduktion des Nussknackers mit Mikhail Baryshnikov und Gelsey Kirkland als Hauptdarsteller. Zudem dirigierte er in den 1970er Jahren auch Orchester mit Aufführungen anderer Ballettkompanien, wie zum Beispiel auch Twyla Tharps Push Comes To Shove. Aber schon 1968 führte ihn sein Weg zum Milwaukee Symphony Orchestra, wo er ebenfalls als Musikdirektor und Dirigent tätig war. Während dieser Zeit, 1979, verlieh ihm der finnische Staat die Sibelius Medaille für seine hervorragenden Verdienste der Darbietungen der Werke Jean Sibelius. 1983 führte ihn sein Weg als Musikdirektor und Chefdirigent an das Nashville Symphony Orchestra, das sich unter seiner Leitung zu einem Ensemble mit einem höchsten künstlerischen Niveau entwickelte. Auf Grund dieser Verdienste benannte die Stadtverwaltung Nashvilles noch zu seinen Lebenszeiten zu seinen Ehren ein neu erbautes Musikcenter nach seinem Namen, das Schermerhorn Symphony Center. Von 1984 bis 1989 verfügte er als Musikdirektor auch über ein Engagement am Hong Kong Philharmonic Orchestra, bei dem er auch dort verantwortlich für eine künstlerische Steigerung der Leistung des Orchesters war. Weltweite Beachtung fand seine erste Konzerttournee mit dem Orchester 1986 durch die Volksrepublik China.
Schermerhorn war Schirmherr der internationalen Gesellschaft professioneller Musiker Delta Omicron.
Er starb 2005 nach einem kurzen Kampf gegen seine Non-Hodgkin-Lymphom-Erkrankung.